# جسر مشير
جسر مشير (بالفارسية: پل مشیر) هو جسر تاريخي يعود إلى عصر القاجاريون، ويقع في مقاطعة دشتستان.